# Umweltgesundheit

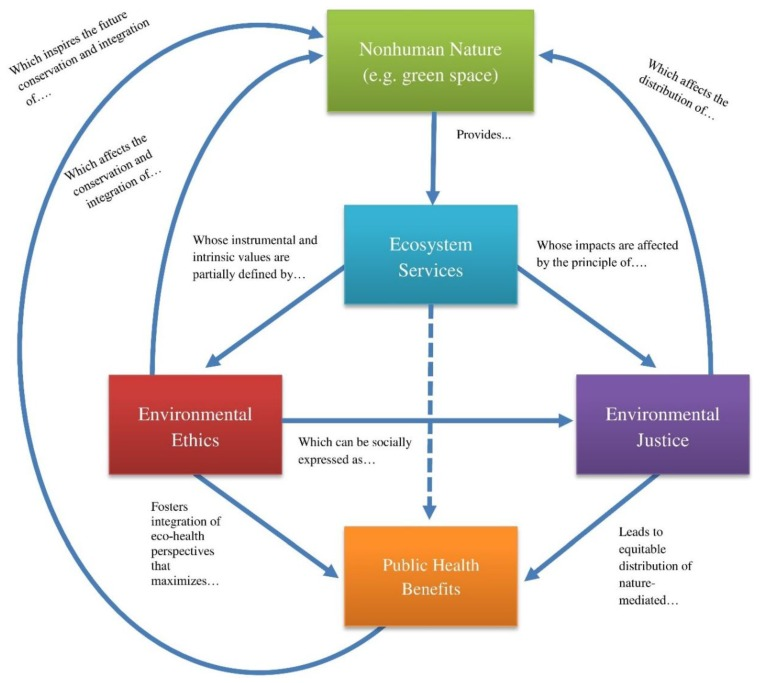

Umweltgesundheit ist ein Ausdruck, der sich vom englischen environmental health ableitet und den Bereich des Gesundheitswesens bezeichnet, der sich mit gesundheitsschädigenden Umwelteinflüssen beschäftigt. Die entsprechenden deutschen Fachbegriffe lauten Umwelthygiene und Umweltmedizin.
Die Umweltgesundheit spricht all die physikalischen, chemischen und biologischen Umweltfaktoren an, die von außen über die Luft, das Wasser, die Nahrungsmitteln und die Strahlungen auf den Menschen einwirken können und auf die (laut Exner) der Mensch durch persönliches Verhalten nur bedingt Einfluss nehmen kann.

## Begriff
Die Lehnübersetzung Umweltgesundheit fehlt in deutschen Fachwörterbüchern, wird aber teilweise in der deutschen Literatur, in den Medien  und auch von offizieller Seite verwendet.